# Hinsdale, Illinois
Hinsdale är en ort (village) i Cook County, och  DuPage County, i delstaten Illinois, USA. Enligt United States Census Bureau har orten en folkmängd på 16 923 invånare (2011) och en landarea på 11,9 km².

## Kända personer från Hinsdale
- Allan Calhamer, brädspelskonstruktör
- Chris Klein, skådespelare
- Josh Manson, ishockeyspelare
- Todd Martin, tennisspelare
- Edwin Myers, friidrottare
- Matt Pyzdrowski, fotbollsmålvakt
- Dizzy Reed, musiker
- Marty Riessen, tennisspelare
- Peter Roskam, politiker
- Heather Tom, skådespelare
- Nicholle Tom, skådespelare